# アムプー
アムプー（またはアンプー、英語: amphoeまたはamphur、タイ語: อำเภอ, 発音 [ʔām.pʰɤ̄ː]）は、タイ王国における第2階層の行政区分である。チャンワット（県）の下、タムボン（町）の上の地方行政単位で、通常「郡」と訳される。首長はナイアムプー（นายอำเภอ)）と呼ばれる。
タイ全体では878の郡がある。ただしこれには1972年に行われたバンコクの行政区画制度改革によってできた50の区（ケート（เขต））は含まない。県内にある郡の数は一番少ない県で3つ、一番多いのはバンコクの都市地区にある50である。面積や人口にも大きな差がある。最も人口が少ないのはクート島郡（トラート県）で2,042人しかいない。一方ムアンサムットプラーカーン郡（サムットプラーカーン県）には509,262人がいる。バンコクのケートで最も狭いサムパッタウォン区は1.4 km2しかないのに対し、人口密度の低い山岳地帯にある郡の中には他の県より広いものがあり、最も広いターク県のウムパーン郡は4,325.4 km2の広さがある。人口密度もこの郡が最も低い。
郡の名前は通常他とは重複しないが、ラテン文字化のしくみに問題点があるため、タイ語での名称が異なっていても英語では同じ表記となる場合がある。ただし、よく知られた例外としてチャルームプラキアット郡はタイ語で表記しても複数存在する郡としてよく知られている。この名を持つ郡は全部で5つあり、いずれも1996年にラーマ9世（プーミポンアドゥンラヤデート）国王の即位50周年を記念して設置されたものである。チャルームプラキアット（เฉลิมพระเกียรติ）は「王族を記念して」または「王族を祝って」の意味である。

## 地方行政
各郡は内務省から指名された郡の首長（ナイアムプー、タイ語: นายอำเภอ）によって指揮され、県知事に従う。

## アムプー ムアン（県庁所在郡）
県庁がある郡はアムプー ムアン（町郡の意味）と呼ばれる。県庁が置かれている町は通常郡よりもずっと小さい別の統治機関で、これとは別物である。1930年台まで、ほとんどの県庁所在郡はその他の郡と同じように名前がつけられていたが、元は県であった郡の名前にはムアンの語がついていた。1938年、すべての県庁所在郡はアムプー ムアンと改名され、県庁が置かれていない郡の名前からムアンは取り除かれた。この規則に沿わないよく知られた例外はアユタヤ県で、県庁所在郡の名称は（アユタヤ アムプー ムアンではなく）プラナコーンシーアユッタヤー郡である。これは県の正式名プラナコーンシーアユッタヤーと同じである。トンブリー県とプラナコーン県の県庁所在郡も県と同じ名称で、両県が合併され首都バンコクに一部となったときにも維持されていた。
ほとんどの場合、県庁所在郡が県で最も人口の多い郡となっていて、県庁は県で最大の町にあるのが通例である。ソンクラー県が最も顕著な例外で、県庁所在郡であるムアンソンクラー郡よりもハートヤイ郡の方が人口が多い。これはより交通の便が良く、早い時期から発展したためである。
県庁所在郡ではないにもかかわらずムアンの語を含んでいるタイの郡はムアンチャン郡、ムアンパーン郡、ムアンスワン郡、ムアンヤーン郡の4つである。これらはいずれも比較的最近、1973年から1995年につくられた郡である。

## キンアムプー
キンアムプー（king amphoe、タイ語: กิ่งอำเภอ、支郡）はその地域が郡の中心から離れているとき、市民の利便性のため設けられる。郡の担う業務の大半は市郡に移管されるが、一部については依然郡の指揮下に置かれる。支郡が郡になるために必要な要件を満たしているとき、通常は郡に昇格する。しかし新たにつくられた郡がすべて支郡から始まっている訳ではない。要件を直接満たしていた場合、この段階は省略される。通常支郡は数年後に郡へと昇格するが、場合によっては数十年間支郡のまま残されることもある。例えば、ヤーオ島郡は1988年に郡へと昇格するまで、85年間支郡のままであった。逆に郡から支郡に降格されることもある。トゥンワー郡は人口の多くが隣接するラグー支郡に移動した結果、ラグー支郡が郡に昇格し、トゥンワー郡は支郡に降格した。またチュムポンブリー郡の場合、より発展した地区が新たな郡として分離され、残った地域は支郡に降格された。郡となるための要件は、人口30,000人以上でかつ5つ以上のタムボンを持つこと、またはその地域と郡庁所在地との距離が25 km (16 mi)より遠く、人口が15,000人以上で4つのタムボンを持つことである。
支郡は支郡の長（フアナキンアムプー、タイ語: หัวหน้ากิ่งอำเภอ）によって統治される。
タイ語のキン（king、กิ่ง）は「支部」の意味があり、英語の「王」と混同しないようにする必要がある。公式な英語の訳語は「minor district」だが、「sub-district」と訳されることもめずらしくない。だが「sub-district」はタムボンの訳語として推奨されている語で、アムプー直下の行政区画を指す語として誤って誤った提案もされている。
タイ政府は行政合理化のため、2007年5月15日に残った81の支郡をすべて郡に昇格させた。この司令は8月24日に出版された官報で公式なものとなった。

## 郡庁
郡の統治機関は ディワカーアムプー（thi wa kan amphoe、ที่ว่าการอำเภอ）と呼ばれる庁舎にある。道路標識に表記される距離はつねにこの庁舎を起点として計算されている。庁舎は多くの住民が訪問しやすいようにするため、通常その郡で最も大きな地区に置かれる。郡庁の行う業務の一つは市民登録であり、これはタイ国民にとって行政レベルの中で最も重要なものである。

## 郡の一覧
| 順位 | 名称                             | 人口 （2000年国勢調査） | 名称               | 面積 (km²) | 名称                 | 人口密度 Pop./km² |
| ---- | -------------------------------- | ----------------------- | ------------------ | ---------- | -------------------- | ----------------- |
| 1.   | ムアンサムットプラーカーン郡     | 435,122                 | ウムパーン郡       | 4325.4     | ポーンプラープ区     | 45,187.9          |
| 2.   | ムアンナコーンラーチャシーマー郡 | 430,053                 | トーンパープーム郡 | 3655.2     | サムパッタウォン区   | 30,182.1          |
| 3.   | ムアンウドーンターニー郡         | 379,851                 | バーンライ郡       | 3621.5     | トンブリー区         | 24,494.5          |
| 4.   | ムアンコーンケン郡               | 359,065                 | メーチェム郡       | 3361.2     | ディンデーン区       | 22,180.8          |
| 5.   | ムアンノンタブリー郡             | 332,388                 | サンクラブリー郡   | 3349.4     | クローンサーン区     | 20,844.6          |
| ...  |                                  |                         |                    |            |                      |                   |
| 922. | チャルームプラキアット郡         | 7,517                   | クローンサーン区   | 6.1        | ノーンヤープローン郡 | 10.0              |
| 923. | ドーンプット郡                   | 6,957                   | プラナコーン区     | 5.5        | ケーンクラチャーン郡 | 9.8               |
| 924. | シーチャン島郡                   | 4,417                   | バーンラック区     | 5.5        | サンクラブリー郡     | 8.7               |
| 925. | チャーン島郡                     | 4,399                   | ポーンプラープ区   | 1.9        | シーサワット郡       | 6.1               |
| 926. | クート島郡                       | 2,042                   | サムパッタウォン区 | 1.4        | ウムパーン郡         | 5.1               |

## 参照情報
- Organizational structure of districts within the Department of Provincial Administration (DOPA)